# کریستین گورکوف
کریستین گورکوف (فرانسوی: Christian Gourcuff‎؛ زادهٔ ۵ آوریل ۱۹۵۵) مربی فوتبال اهل فرانسه است.
وی همچنین برندهٔ جوایزی همچون لژیون دونور (شوالیه) شده‌است.
از باشگاه‌هایی که در آن بازی کرده‌است می‌توان به باشگاه فوتبال گنگام، رن، باشگاه فوتبال لوریان، و باشگاه فوتبال لو مان اشاره کرد.